# Betz (affluent du Loing)
Pour les articles homonymes, voir Betz.
Le Betz est une rivière française des départements de l'Yonne, du Loiret et de Seine-et-Marne, et un affluent du Loing en rive droite, et donc sous-affluent de la Seine.

## Géographie
La longueur de son cours d'eau est de 34,41 km. Il prend sa source au sud de Domats et se jette dans le Loing à Dordives

### Communes traversées
Dans l'Yonne ;
Domats ~ Montacher-Villegardin
Dans le Loiret ;
Bazoches-sur-le-Betz ~ Le Bignon-Mirabeau ~ Chevry-sous-le-Bignon ~ Chevannes Dordives
En Seine-et-Marne
Bransles

## Affluents
Le Betz a huit affluents référencés et trois sous-affluents : 
- le cours d'Eau 01 de la Genêtière, (5,60 km) ;
  - le cours d'Eau 01 de l'Enceinte, (3,81 km ;
- le cours d'Eau 01 du Bois de l'Avocat, (3,08 km) ;
  - le fossé 01 des Caffiers, (0,76 km) ;
- le cours d'Eau 01 de Metz l'Abbesse, (2,63 km km) ;
  - le fossé 01 de l'Etang des Pierres, (1,76 km km) ;
- le fossé 01 de la Commune de Domats, (1,42 km) ;
- le fossé 01 des Morailles, (1,40 km) ;
- le fossé 01 des Robineaux, (0,95 km) ;
- le Betz, (0,70 km) ;
- le cours d'Eau 01 de Gaugé, (0,53 km).

Donc, le rang de Strahler est de trois.

## Autres toponymes
- ru Mellereau.

## Hydrologie
Le Betz est une rivière assez peu alimentée. Son débit a été observé durant une période de 13 ans (1996-2008), à Bransles, localité du département de Seine-et-Marne située à peu de distance de son confluent avec le Loing. Le bassin versant de la rivière y est de 157 km2 (soit sa presque totalité).
Le module de la rivière à Bransles est de 0,653 m3/s.
Le Betz présente des fluctuations saisonnières de débit moyennement marquées. Les hautes eaux ont lieu en hiver portant le débit mensuel moyen à un niveau situé entre 0,876 et 1,190 m3/s, de décembre à avril inclus (avec un maximum en février-mars). Dès la fin du mois d'avril, le débit mensuel diminue rapidement jusqu'aux basses eaux d'été. Celles-ci se déroulent de début juin à fin septembre, et s'accompagnent d'une baisse du débit moyen mensuel allant jusqu'à 0,213 m3/s au mois d'août. Mais les fluctuations de débit sont plus prononcées sur de plus courtes périodes ou selon les années.
À l'étiage, le VCN3 peut chuter jusque 0,046 m3/s, en cas de période quinquennale sèche, soit 46 litres par seconde, ce qui ne peut être qualifié de très sévère.
Les crues peuvent être assez importantes, même si elles sont limitées par la taille modeste de la rivière et de son bassin versant. Les QIX 2 et QIX 5 valent respectivement 7,1 et 12,0 m3/s. Le QIX 10 est de 15 m3/s, le QIX 20 de 18 m3/s, tandis que le QIX 50 n'a pas été calculé étant donné l'insuffisance de la durée d'observation des débits.
Le débit instantané maximal enregistré à Bransles durant cette période de 16 ans, a été de 19,1 m3/s le 30 décembre 2001, tandis que la valeur journalière maximale était de 10,4 m3/s le même jour. En comparant la première de ces valeurs à l'échelle des QIX de la rivière, il ressort que cette crue était supérieure à la crue vicennale prévue par le QIX 20, et donc assez exceptionnelle.
Le Betz est une rivière peu abondante, peu alimentée par les précipitations relativement faibles de son bassin. La lame d'eau écoulée dans son bassin versant est de 131 millimètres annuellement, ce qui est largement moins de la moitié de la moyenne d'ensemble de la France tous bassins confondus (320 millimètres), et très inférieur à la moyenne du bassin de la Seine (240 millimètres). Le débit spécifique (ou Qsp) de la rivière atteint 3,9 litres par seconde et par kilomètre carré de bassin.

## Site touristique
Les châteaux de Bazoches-sur-le-Betz et Le Bignon-Mirabeau ainsi que le Château de Mez le Maréchal à Dordives.